# Гоголаурта
Гоголаурта (груз. გოგოლაურთა) — село в Грузии, в муниципалитете Душети края Мцхета-Мтианети. 

## География
Село расположено в северной части края, в 65 километрах по прямой к северо-востоку от центра муниципалитета Душети. Высота центра — 1450 метров над уровнем моря.

## Население
По данным переписи населения 2014 года, в селе проживало 8 человек.
| Год  | Население | Мужчины | Женщины |
| ---- | --------- | ------- | ------- |
| 1908 | 91        |         |         |
| 1911 | 402       |         |         |
| 2002 | 12        | 8       | 4       |
| 2014 | 8         | 5       | 3       |